# 中之庄站
- 關於位於滋賀縣高島市的JR湖西線車站，請見「近江中庄站」。
- 關於位於岡山縣倉敷市的JR山陽本線車站，請見「中庄站」。
- 關於石川縣能美郡（現時：能美市）中庄町的北陸鐵道能美線車站，請見「中之庄站 (石川縣)」。

中之庄站（日语：／ Nakanosho eki */?）是位於滋賀縣大津市中庄二丁目，京阪電氣鐵道的石山坂本線停留場。車站編號為OT06。
在引入相對公里區間制前，此站與滋賀里站等車站同樣，成為了區間制車費邊界的車站。

## 歷史
- 1913年（大正2年）5月1日 - 大津電車軌道膳所（現時：膳所本町）至別保（現時：粟津）之間開通，此站啟用。
- 1927年（昭和2年）1月21日 - 公司合併後，成為琵琶湖鐵道汽船車站[4][5]。
- 1929年（昭和4年）4月11日 - 公司合併後，成為(舊)京阪電氣鐵道石山坂本線的車站[4][5]。
- 1943年（昭和18年）10月1日 - 公司合併後，成為京阪神急行電鐵（現時：阪急電鐵）的車站[4][6]。
- 1945年（昭和20年）
  - 5月15日 - 為了防止運輸混亂而車站暫停使用。
  - 12月2日 - 車站重開。
- 1949年（昭和24年）12月1日 - 公司分離後，成為(新)京阪電氣鐵道的車站[4][6]。

## 車站構造
車站是一座地面車站，設有2面2線的相對式月台（千鳥式月台）。兩月台之間相隔一座平交道，在平交道南邊為坂本方向月台（沒有車站大樓），北邊為石山寺方向月台（設有車站大樓與有人檢票口）。月台上設有PiTaPa（ICOCA）專用出入閘機。
此站是無人車站。

### 月台
| 月台         | 路線        | 上下行 | 方向                                                                             | 備註                               |
| ------------ | ----------- | ------ | -------------------------------------------------------------------------------- | ---------------------------------- |
| 車站大樓一方 | ▼石山坂本線 | 上行   | 石山寺方向                                                                       |                                    |
| 車站大樓對面 | ▼石山坂本線 | 下行   | 琵琶湖濱大津、京阪大津京、坂本比叡山口方向 ▲京津線（ 地下鐵東西線 三條京阪）方向 | 京津線需要在琵琶湖濱大津站轉乘列車 |

※月台可容納2卡列車。在旅客資訊上沒有編排月台編號。

## 車站周邊
參考資料。
- 大津市立膳所小學
- 篠津神社
- 茶臼山古墳群
- 蘆花淺水莊（日语：蘆花浅水荘）（記恩寺） 在大正時代建造，為日本畫家山元春舉（日语：山元春挙）的別墅。成為國家重要文化財。

## 相鄰車站
京阪電氣鐵道
▼石山坂本線
瓦濱（OT05）－中之庄（OT06）－膳所本町（OT07）

## 注腳
1. ↑  大津市統計年鑑
2. ↑  停車站資訊圖 （页面存档备份，存于）（日語） - 京阪電氣鐵道
3. ↑  在1993年以前發行的「京阪時間表」中，書本後方的「站間普通（大人）旅客車費表」會列出車費區間與大津線路線圖。
4. 1 2 3 4  高橋 2017，第28頁.
5. 1 2  寺田 2013，第276頁.
6. 1 2  寺田 2013，第275頁.
7. ↑  大津線駅係員配置時間 （页面存档备份，存于）（日語）
8. ↑  在京阪電鐵車站設置的沿線情報誌《K PRESS》2014年12月號　「気になるあの駅散策マップ・中ノ庄駅（6頁）」

## 外部連結
- 中之庄 - 京阪電氣鐵道